# Zuiderzee (voilier)
Zuiderzee est une goélette de la mer du nord, à coque et pont en acier. 
Son port d'attache est Stavoren aux Pays-Bas. Elle navigue essentiellement en mer baltique et sur la côte nord atlantique. Elle est classée aux monuments historiques.

## Histoire
Construite aux Pays-Bas en 1909, cette goélette a été d'abord utilisée comme caboteur, sous le nom d'Ernst Wilhelm par un armateur allemand de Neustadt in Holstein. Elle est restée sous pavillon allemand, jusqu'en 1976, tout en changeant plusieurs fois de nom et de propriétaire. Elle a été motorisée dès 1921.
En 1976, une restauration de 2 ans l'a transformée en voilier de croisière (charter). En 1993 une seconde rénovation plus luxueuse la rend plus spacieuse . Elle peut embarquer 22 passagers en croisière et 50 en sortie de la journée
Il participe à de nombreux rassemblements de vieux voiliers sur la côte atlantique. Il a participé aux fêtes maritimes de Brest en 2004, 2012 et 2016.